# Mała Synagoga w Sanoku
Mała Synagoga w Sanoku, zwana też Klaus Sadogóra / Sadygierer klojz / Sadogórska lub Dom Modlitwy – zabytkowa synagoga w Sanoku z lat 20. XX wieku.

## Opis
Budynek (klaus, klojz) jest zlokalizowany pod adresem ul. Rynek 10, określanym także jako plac Zamkowy 3. Jego elewacja frontowa wychodzi na Rynek, zaś tylna jest położona od ulicy Zamkowej (w przeszłości naprzeciwko nieistniejącej już głównej synagogi). W obu tych elewacjach znajdowały się wejścia.

## Historia
Synagoga została zbudowana w 1924 roku z inicjatywy chasydów z Sadagóry, zwolenników cadyka Izraela Friedmana. Cadykami byli Dawid ben Meir Szapiro (1870-1933, syn Meira Jehudy Szapiro, cadyka z Bukowska, a potem z Dynowa) i jego syn Eleazar Szapiro z Dynowa (ur. 1900). W budynku prawdopodobnie mieściła się jesziwa (rodzaj wyższej szkoły rabinackiej o charakterze talmudycznym). Budowę oddzielnego budynku dla szkoły rabinackiej w sąsiedztwie synagogi przerwał wybuch II wojny światowej.
Synagoga przetrwała okres II wojny światowej bez zniszczeń. 
W 1982 jej budynek, wówczas funkcjonujący pod adresem placu Rewolucji Październikowej 9, został przekazany Wojewódzkiemu Archiwum Państwowemu w Rzeszowie na potrzeby podlegającego mu Oddziału w Sanoku (założonego w 1954 jako Powiatowe Archiwum Państwowe w Sanoku) w związku ze znacznym wzrostem zasobu archiwalnego pod koniec lat 70. XX w. Remont generalny objął przebudowę wnętrza i częściowo układu okien.
5 sierpnia 1991 budynek został wpisany do wojewódzkiego oraz gminnego rejestru zabytków miasta Sanoka.

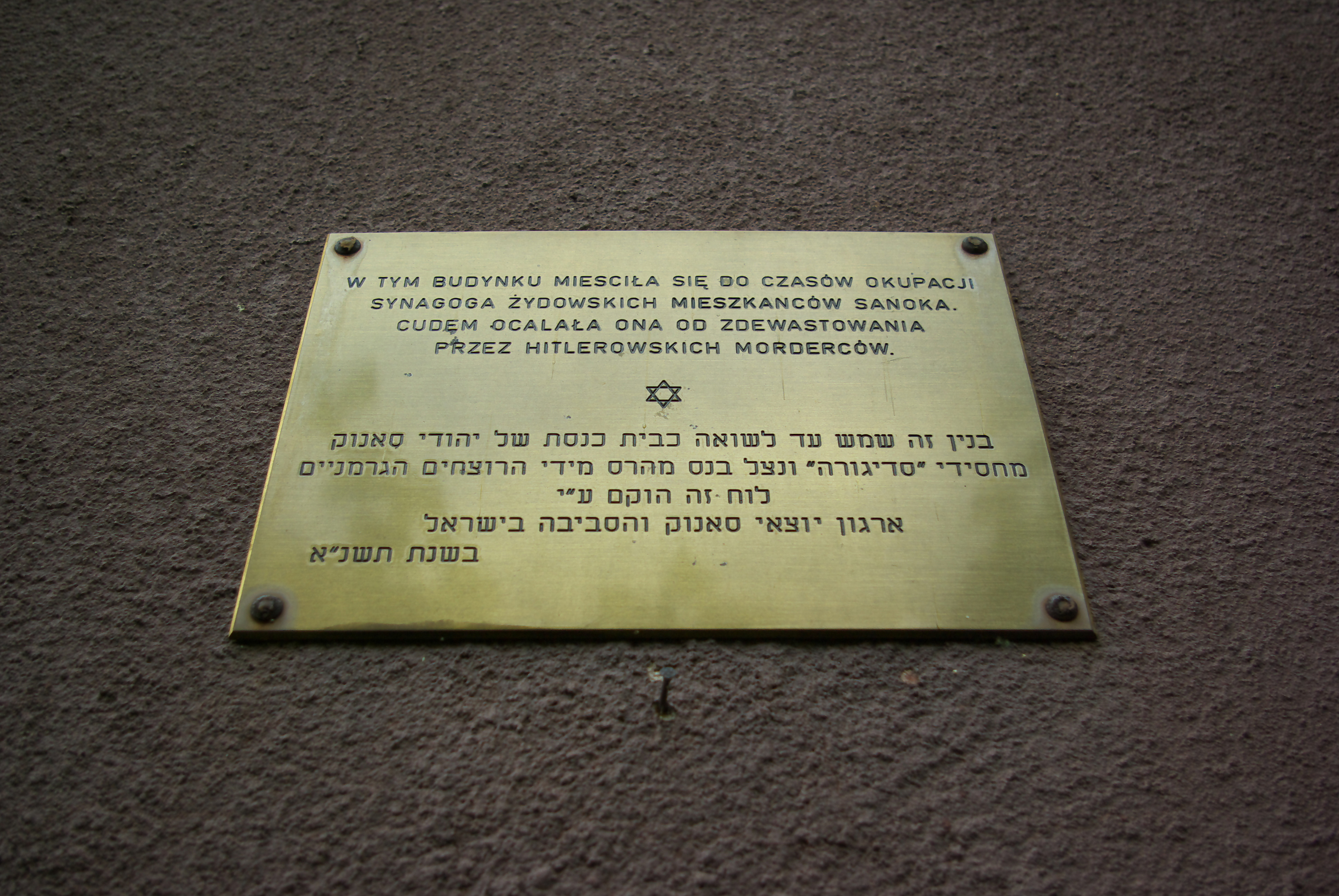
Tablica pamiątkowa

26 sierpnia 1991 na ścianie synagogi odsłonięta została z inicjatywy sanockich Żydów zamieszkałych w Tel Awiwie, Lei i Szamaja Silbermanów oraz Jakuba Gurfeina, tablica pamiątkowa w języku polskim i hebrajskim, która głosi:
"W tym budynku mieściła się do czasów okupacji synagoga żydowskich mieszkańców Sanoka. Cudem ona ocalała od zdewastowania przez hitlerowskich morderców".
We wrześniu 2008 podczas spotkania ambasadora Izraela Dawida Pelega z burmistrzem Sanoka Wojciechem Blecharczykiem ustalone zostało wsparcie dla projektu utworzenia we wnętrzach synagogi muzeum Żydów sanockich.
W 2012 oddział archiwum państwowego opuścił budynek, przenosząc się do przygotowanej w latach 2008–2010 siedziby przy ul. Sadowej 32. Mała Synagoga pozostaje odtąd nieużytkowana.